# Marża odsetkowa
Marża odsetkowa (ang. net interest margin) – różnica pomiędzy dochodem odsetkowym banku uzyskanym na aktywach dochodowych a kosztem odsetkowym ponoszonym na zobowiązaniach.
Jest to relacja wyniku banku wypracowanego z odsetek do średnich aktywów pomniejszonych o odsetki zapadłe od należności zagrożonych.
Marża odsetkowa stanowi miarę efektywności dochodowej banku, gdyż mierzy wynagrodzenie, jakie bank pobiera za wykonywane usługi pośrednictwa finansowego, a więc także koszty, jakie ponosi społeczeństwo, z tytułu korzystania z tych usług. Z tego powodu wskaźnik ten jest bardzo dobrą miarą efektywności systemu bankowego.
Inaczej mówiąc marża odsetkowa (czyli dochód odsetkowy netto) to różnica między odsetkami płaconymi a pobieranymi przez bank.